# (5941) Valencia
(5941) Valencia est un astéroïde de la ceinture principale.

## Description
(5941) Valencia est un astéroïde de la ceinture principale. Il fut découvert le 20 octobre 1982 à Naoutchnyï par Lioudmila Karatchkina. Il présente une orbite caractérisée par un demi-grand axe de 2,89 UA, une excentricité de 0,06 et une inclinaison de 1,3° par rapport à l'écliptique.

## Compléments